# Sport Club do Recife
Lo Sport Club do Recife o semplicemente Sport è un club sportivo brasiliano della città di Recife, capitale dello Stato del Pernambuco.
È stato fondato il 13 maggio del 1905, da un pernambucano che viveva da molti anni in Inghilterra, Guilherme de Aquino Fonseca, e che ritornò nel Pernambuco portando con sé la passione per il nuovo sport di quel paese. L'attuale sede dello Sport si trova nella Praça da Bandeira, nel quartiere Ilha do Retiro, Recife-PE.
I colori dello Sport Recife sono il nero e il rosso, e rappresentano lo spirito combattivo e la determinazione dei tifosi del club.
Il simbolo che compare sullo stemma, nonché mascotte della squadra pernambucana, è un leone.

## Storia

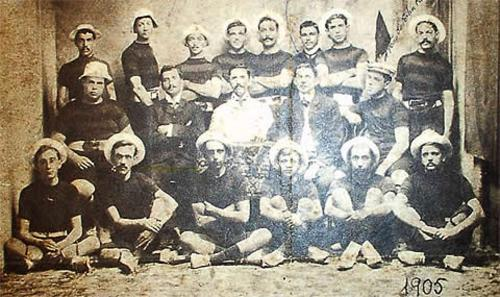
Squadra dello Sport del 1905

Lo Sport Club do Recife nacque il 13 maggio 1905 in seguito ad un incontro tra i 23 fondatori svoltosi all'Associação dos Empregados do Comércio di Pernambuco.
Nel 1916 il club partecipa al Campeonato Pernambucano per la prima volta e lo vince. Nella partita finale, disputatasi il 16 dicembre, lo Sport Recife sconfisse il Santa Cruz per 4-1 (doppietta di Mota, Asdrúbal e Vasconcelos).

## Rivali
I più grandi rivali dello Sport Recife sono il Náutico e il Santa Cruz.

## Calciatori

### Vincitori di titoli
Campioni del Sudamerica
- Mark González (USA 2016)

## Palmarès

### Competizioni nazionali
- Campionato brasiliano: 1

1987
- Coppa del Brasile: 1

2008
- Campeonato Brasileiro Série B: 1

1990

### Competizioni statali
- Copa do Nordeste: 3

1994, 2000, 2014
- Copa Norte-Nordeste: 1

1968
- Campionato Pernambucano: 45

1916, 1917, 1920, 1923, 1924, 1925, 1928, 1938, 1941, 1942, 1943, 1948, 1949, 1953, 1955, 1956, 1958, 1961, 1962, 1975, 1977, 1980, 1981, 1982, 1988, 1991, 1992, 1994, 1996, 1997, 1998, 1999, 2000, 2003, 2006, 2007, 2008, 2009, 2010, 2014, 2017, 2019, 2023, 2024, 2025

### Altri piazzamenti
- Campeonato Brasileiro Série B:

Secondo posto: 2006, 2019
Terzo posto: 2003, 2013, 2024
- Coppa del Brasile:

Finalista: 1989
Semifinalista: 1992, 2003
- Copa dos Campeões:

Finalista: 2000
- Copa do Nordeste:

Finalista: 2001, 2017, 2022, 2023
Semifinalista: 1997, 1999, 2015, 2016, 2024

## Organico

### Rosa 2024
| N. |                      | Ruolo | Calciatore         |
| -- | -------------------- | ----- | ------------------ |
| 1  | Brasile (bandiera)   | P     | Denis              |
| 2  | Brasile (bandiera)   | D     | Allyson            |
| 5  | Argentina (bandiera) | D     | Julián Fernández   |
| 6  | Brasile (bandiera)   | D     | Felipinho          |
| 7  | Brasile (bandiera)   | C     | Fabinho            |
| 8  | Uruguay (bandiera)   | C     | Fabricio Domínguez |
| 9  | Brasile (bandiera)   | A     | Gustavo Coutinho   |
| 10 | Argentina (bandiera) | C     | Alan Ruiz          |
| 11 | Brasile (bandiera)   | C     | Romarinho          |
| 12 | Brasile (bandiera)   | D     | Alisson Cassiano   |
| 13 | Brasile (bandiera)   | D     | Renzo              |
| 14 | Brasile (bandiera)   | A     | Vinni Faria        |
| 15 | Brasile (bandiera)   | D     | Rafael Thyere      |
| 16 | Brasile (bandiera)   | D     | Igor Cariús        |
| 17 | Brasile (bandiera)   | C     | Pedro Vilhena      |
| 18 | Brasile (bandiera)   | A     | Wellington Silva   |

| N. |                      | Ruolo | Calciatore         |
| -- | -------------------- | ----- | ------------------ |
| 19 | Brasile (bandiera)   | C     | Lucas Lima         |
| 20 | Argentina (bandiera) | D     | Leonel Di Plácido  |
| 21 | Brasile (bandiera)   | P     | Thiago Couto       |
| 22 | Brasile (bandiera)   | P     | Caíque França      |
| 27 | Brasile (bandiera)   | A     | Pablo Dyego        |
| 28 | Venezuela (bandiera) | D     | Roberto Rosales    |
| 29 | Brasile (bandiera)   | D     | Dalbert            |
| 30 | Brasile (bandiera)   | A     | Chrystian Barletta |
| 40 | Brasile (bandiera)   | D     | Luciano Castán     |
| 44 | Brasile (bandiera)   | D     | Chico              |
| 45 | Brasile (bandiera)   | D     | Riquelme           |
| 47 | Brasile (bandiera)   | C     | Fábio Matheus      |
| 48 | Brasile (bandiera)   | C     | Pedro Martins      |
| 54 | Brasile (bandiera)   | D     | Pedro Lima         |
| 59 | Argentina (bandiera) | C     | Christian Ortiz    |
| 76 | Brasile (bandiera)   | P     | Jordan             |
| 77 | Brasile (bandiera)   | A     | Lenny Lobato       |
| 94 | Brasile (bandiera)   | C     | Felipe             |
| 99 | Brasile (bandiera)   | A     | Zé Roberto         |

### Rosa 2021
| N. |                     | Ruolo | Calciatore       |
| -- | ------------------- | ----- | ---------------- |
| 1  | Brasile (bandiera)  | P     | Mailson          |
| 2  | Brasile (bandiera)  | D     | Hayner           |
| 5  | Brasile (bandiera)  | C     | Ronaldo          |
| 7  | Brasile (bandiera)  | C     | Neilton          |
| 8  | Brasile (bandiera)  | C     | Hernanes         |
| 9  | Colombia (bandiera) | A     | Santiago Tréllez |
| 10 | Brasile (bandiera)  | C     | Gustavo          |
| 11 | Uruguay (bandiera)  | C     | Leandro Barcia   |
| 14 | Brasile (bandiera)  | C     | José Welison     |
| 15 | Brasile (bandiera)  | D     | Rafael Thyere    |
| 18 | Brasile (bandiera)  | C     | Betinho          |
| 19 | Brasile (bandiera)  | C     | Thiago Lopes     |
| 28 | Brasile (bandiera)  | C     | João Igor        |
| 33 | Brasile (bandiera)  | D     | Pedro Henrique   |
| 35 | Brasile (bandiera)  | D     | Sabino           |

| N. |                      | Ruolo | Calciatore      |
| -- | -------------------- | ----- | --------------- |
| 37 | Brasile (bandiera)   | C     | Everaldo        |
| 44 | Brasile (bandiera)   | D     | Chico           |
| 46 | Brasile (bandiera)   | D     | Luciano         |
| 49 | Brasile (bandiera)   | C     | Cristiano       |
| 56 | Brasile (bandiera)   | C     | Sander          |
| 66 | Brasile (bandiera)   | D     | Ewerthon        |
| 77 | Brasile (bandiera)   | C     | Marcão Silva    |
| 90 | Brasile (bandiera)   | A     | André           |
| 92 | Brasile (bandiera)   | P     | Carlos Eduardo  |
| 94 | Brasile (bandiera)   | A     | Paulo Moccelin  |
| 95 | Brasile (bandiera)   | P     | Saulo           |
| 97 | Brasile (bandiera)   | C     | Everton Felipe  |
|    | Argentina (bandiera) | C     | Nicolás Aguirre |
|    | Brasile (bandiera)   | C     | Vander          |

### Rosa 2020
| N. |                    | Ruolo | Calciatore     |
| -- | ------------------ | ----- | -------------- |
| 1  | Brasile (bandiera) | P     | Mailson        |
| 3  | Brasile (bandiera) | D     | Cleberson      |
| 4  | Brasile (bandiera) | D     | Durval         |
| 5  | Brasile (bandiera) | C     | Fellipe Bastos |
| 7  | Brasile (bandiera) | C     | Andrigo        |
| 8  | Brasile (bandiera) | C     | Michel Bastos  |
| 9  | Brasile (bandiera) | A     | Hernane        |
| 10 | Brasile (bandiera) | C     | Marlone        |
| 12 | Brasile (bandiera) | D     | Sander         |
| 13 | Brasile (bandiera) | A     | Ferreira       |
| 14 | Brasile (bandiera) | D     | Ernando        |
| 15 | Brasile (bandiera) | A     | Rafael Marques |
| 17 | Brasile (bandiera) | D     | Max            |
| 18 | Brasile (bandiera) | C     | Adenílson      |
| 21 | Brasile (bandiera) | C     | Rithely        |
| 22 | Brasile (bandiera) | C     | Mateus         |
| 23 | Brasile (bandiera) | D     | Raul Prata     |
| 25 | Brasile (bandiera) | C     | Neto           |

| N. |                    | Ruolo | Calciatore      |
| -- | ------------------ | ----- | --------------- |
| 27 | Brasile (bandiera) | P     | Luan Polli      |
| 29 | Brasile (bandiera) | C     | Nonoca          |
| 30 | Brasile (bandiera) | C     | Gabriel         |
| 31 | Brasile (bandiera) | P     | Lucas           |
| 33 | Brasile (bandiera) | D     | Léo Ortiz       |
| 34 | Brasile (bandiera) | D     | Adryelson       |
| 37 | Brasile (bandiera) | D     | Elias           |
| 39 | Brasile (bandiera) | C     | Pablo Pardal    |
| 40 | Brasile (bandiera) | D     | Evandro         |
| 44 | Brasile (bandiera) | D     | Chico           |
| 49 | Brasile (bandiera) | A     | Morato          |
| 55 | Brasile (bandiera) | C     | Deivid          |
| 66 | Brasile (bandiera) | D     | Ewerthon        |
| 70 | Brasile (bandiera) | C     | Matheus Peixoto |
| 77 | Brasile (bandiera) | C     | Marcão Silva    |
| 88 | Brasile (bandiera) | C     | Jair            |
| 90 | Brasile (bandiera) | C     | Rogério         |

## Stadio
Lo Stadio dello Sport Recife è lo Estádio Ilha do Retiro, inaugurato nel 1937.